# Тіоліз
Тіо́ліз, меркапто́ліз (рос. тиолиз, [меркаптолиз], англ. thiolysis, [mercaptolysis]) — розщеплення полярних органічних сполук під дією меркаптанів з утворенням у субстраті зв'язку C–S:
ArO–R + HS–R → Ar–OH + R–SR

Так називають іноді ще й приєднання меркаптанів до кратних зв'язків:
>C=C< + HS–R → >CH–(RS)C<